# Borbély Sándor (színművész)
Borbély Sándor (Győr, 1954. december 24. –) magyar színész.

## Életpályája
Győrben született, 1954. december 24-én. 1981-ben szerzett színészi diplomát a Színház- és Filmművészeti Főiskolán. Pályáját a debreceni Csokonai Színházban kezdte. 1983-tól 1991-ig a Rock Színház tagja volt. 1991 és 1993 között az Arizona Színház művésze. 1993-tól szabadfoglalkozású színművész. Rendezéssel is foglalkozik.

## Fontosabb színházi szerepei
- Bródy Sándor: A medikus... Schwarcz
- Karel Čapek: A végzetes szerelem játéka... szereplő
- Shelagh Delaney: Egy csepp méz... Geoffrey
- Leonard Bernstein: West Side Story...Baby John
- Karinthy Frigyes: Minden másképp van... főszerep
- Karinthy Frigyes: Tanár úr, kérem!... Steinmann
- Anthony Burgess: Egy tenyér ha csattan... Howard Shirley
- Stefan Heym – Miklós Tibor – Kocsák Tibor – Kemény Gábor: A krónikás... Benja tisztje; második írnok
- Miklós Tibor: Cafe  Rock... Alex
- Miklós Tibor: Csillag Nápoly egén... Apus; Paolo
- Turián György: A varázsköpeny titka... Király
- Andrew Lloyd Webber – Tim Rice: Jézus Krisztus szupersztár... Apostol
- id. Alexandre Dumas: A három testőr... XIII. Lajos
- Mózes Lajos: A győztes szabólegények... Bot Jankó
- Victor Hugo: A nyomorultak... Fauchelevent; Jean Prouvaire; vendég; munkás
- Victor Hugo: A királyasszony lovagja... egy tiszt
- Szakcsi Lakatos Béla – Csemer Géza: A bestia... Flinta; Fickó
- Csokonai Vitéz Mihály: özvegy Karnyóné... Lipittlotty
- Ludvig Holberg: A politikus csizmadia... Peti
- Simon Tamás: Don Juan... apát
- William Shakespeare? Ahogy tetszik... első nemes úr
- William Shakespeare: Rómeó és Júlia... Capulet szolgája
- Jean-Claude Grumberg: Szabad zóna... Claude, csendőr
- Bertolt Brecht – Kurt Weill: Koldusopera... Smith, rendőr
- Molière: Tartuffe... Julin
- Fejes Endre: Rozsdatemető... művezető; Szűcs Béla
- Ödön von Horváth: Figaro válik... orvos; őrmester
- Thuróczy Katalin: Aluminofesztitron, avagy az idegenek aránya... szereplő
- Gábor Andor: Dollárpapa... Hrabovszky (polgármester)
- Karinthy Ferenc: Leánykereskedő... Goldstein
- Neil Simon: Napsugár fiúk... Reklámfilmrendező; Asszisztens
- Büki Attila: Sára holdja... István (elvált férj)
- Federico Fellini: Cabiria éjszakái... Romolo (Marisa stricije)
- Billisics Márton – Szabadhegyi Mihály: Kocsonya Mihály házassága... Dr. Gyevi Árpád (főbíró)
- Roland Topor: Albérlet az asztal alatt... March Thyl
- Molnár Ferenc – Zerkovitz Béla: A doktor úr... Földrajztanár; I. Rendőr
- Eugène Ionesco: Makbett... szereplő
- Nóti Károly: Süt a Hold... szereplő
- Petőfi Sándor: Az Apostol... szereplő

## Filmek, tv
- Szerelmem Elektra (1980)
- A tenger (sorozat) 4. rész (1982)
- Mint oldott kéve (sorozat)

- Magyarország 1848–1849 című rész (1983)
-  Magyarország 1849 című rész (1983)
- Szomszédok

- 146. rész (1992)
- 198. rész (1994)
- Barátok közt (sorozat) (2008)
- A hortobágy legendája (2008)
- Diplomatavadász (sorozat)

- Anyák lányaikkal (2010)
- Egy jónak tűnő ötlet (2010)
- Társas játék (sorozat) 1. rész (2011)

## Rendezéseiből
- Presser-Déry-Adamis: Képzelt riport egy amerikai popfesztiválról
- Karinthy Frigyes: Minden másképpen van
- Slawomir Mrozek: Piotr Ohey mártíromsága/A nyílt tengeren
- Thuróczy Katalin: Aluminofesztitron, avagy az idegenek aránya
- Boguslaw Schaeffer: Kacsa (Centrál Színház)